# Angelo Mercurio
Angelo Joseph Mercurio, detto Sonny (Boston, 11 luglio 1936 – Little Rock, 11 dicembre 2006), è stato un mafioso e collaboratore di giustizia statunitense di origini italiane.
Fece parte della Famiglia Patriarca, assumendo anche il ruolo d'informatore dell'FBI, dal 1987 al 1989. Nel 1989 Mercurio contribuì allo scioglimento della sua stessa cricca criminale, conducendo agli arresti e alle condanne di dozzine di criminali, tra i quali: Raymond Patriarca Jr., Nicholas Bianco, Joseph Russo, Biaggio Digiacoma, Vincent Ferrara, Matthew Guglielmetti, Dennis Lepore e Robert Carozza.
Di questi fatti venne a conoscenza il boss Frank Salemme, col risultato che Mercurio venne messo sotto protezione. L'11 dicembre 2006, Mercurio morì per cause naturali a Little Rock, Arkansas.